# 謝克拉格 (密西西比州)
謝克拉格（英語：Shake Rag）是位於美國密西西比州奇克索縣的非建制地區。

## 地理
謝克拉格所處的海拔為高於海平面104米（即341英呎），而該地所採用的時區為UTC-6，即北美中部時區（CST）。同時該地設有夏令時間，為UTC-6調快一小時，即UTC-5（CDT）。